# Гаврилова-Эрнст, Марина Александровна
Марина Александровна Гаврилова-Эрнст (2 августа 1929, Москва, РСФСР — 22 февраля 2017, Брянск, Российская Федерация) — советская и российская театральная актриса, народная артистка РСФСР.

## Биография
Родилась в семье научных работников. Жила на Арбате в Карманицком переулке. В 1950 году поступила на исторический факультет МГУ, где оттучилась 4 курса. В 1956 году окончила Высшее театральное училище им. Щукина (педагоги Ц. Мансурова, В. Львова, Б. Захава, В. Этуш). Училась вместе с Ниной Дорошиной, Верой Карповой, Людмилой Живых, Владимиром Земляникиным, Львом Борисовым, Александром Ширвиндтом.
В 1956—1958 годах работала в Челябинском академическом театре драмы имени С. М. Цвиллинга (впоследствии Челябинский государственный академический театр драмы имени Наума Орлова). В 1958—1961 годах служила в Северо-Осетинском русском театре.
С 1961 по 1965 года играла в Тульском академическом драматическом театре, затем в 1965—1969 годах — в театре Краснознамённого Северного Флота в Мурманске.
С 1969 года до конца жизни была актрисой Брянского театра драмы имени А. К. Толстого, где проработала почти 50 лет. Сыграла на его сцене более 120 ролей.
Руководила Брянским областным отделением ВТО (СТД) с 1984 по 1996 годы.
Избиралась депутатом Брянского областного совета депутатов.

### Семья
- Бабушка – Елизавета Владимировна Пуликовская.
- Отец — Александр Фомич Гаврилов, инженер, играл на виолончели (арестован в 1943 году как «враг народа» и сослан в Сибирь).
- Мать — Татьяна Владимировна Гаврилова, работала в детском саду, играла на фортепиано, хорошо рисовала.
- Муж — Геннадий Алексеевич Эрнст (ум. 1979), актёр и режиссёр. Вместе учились в Щукинском училище.

## Награды и премии
- Заслуженная артистка Северо-Осетинской АССР.
- Заслуженная артистка РСФСР (12.11.1976).
- Народная артистка РСФСР (11.11.1985).

## Работы в театре
- «Иркутская история» А. Н. Арбузова — Валька
- «Варшавская мелодия» Л. Г. Зорина — Гелена
- «Барабанщица» А. Салынского — Нила Снижко
- «Ретро» А. Галина — Роза Песочинская
- «Эхо Брянского леса» С. Шермана — Аня
- «Не было ни гроша, да вдруг алтын» А. Н. Островский — Мигачёва
- «Дикарь» А. Касона — Матильда
- «Последние» М. Горький — нянька Марина
- «Дядя Ваня» А.П. Чехов — старая няня
- «Будьте здоровы, мсье!» П. Шено — Луиза
- «Касатка» А.Н. Толстой — Анна Аполлосовна